# Pietro Giuseppe de Gaudenzi
Pietro Giuseppe de Gaudenzi (Langosco, 4 giugno 1812 – Vigevano, 15 ottobre 1891) è stato un vescovo cattolico italiano.

## Biografia
Nato da una nobile famiglia di Langosco, nell'allora Regno di Sardegna, intraprese la carriera ecclesiastica ancora in gioventù.
Il 27 ottobre 1871 venne nominato vescovo di Vigevano, ove promosse notevolmente le vocazioni sacerdotali, concedendo nuovi vantaggi al clero ed alle istituzioni promotrici di esso come i seminari diocesani. Durante la propria reggenza dell'episcopato, inoltre, egli compì tre visite pastorali e celebrò tre sinodi.
Continuando l'opera del proprio predecessore, si prodigò in special modo nel campo assistenziale, assistendo in particolare gli operai ed i lavoratori agricoli, fondando anche una società di mutuo soccorso. Per sua personale iniziativa, a Vigevano, nacque anche la Società per la Diffusione della Stampa Cattolica.
Morì a Vigevano nel 1891.

## Genealogia episcopale e successione apostolica
La genealogia episcopale è:
- Cardinale Scipione Rebiba
- Cardinale Giulio Antonio Santori
- Cardinale Girolamo Bernerio, O.P.
- Arcivescovo Galeazzo Sanvitale
- Cardinale Ludovico Ludovisi
- Cardinale Luigi Caetani
- Cardinale Ulderico Carpegna
- Cardinale Paluzzo Paluzzi Altieri degli Albertoni
- Papa Benedetto XIII
- Papa Benedetto XIV
- Papa Clemente XIII
- Cardinale Marcantonio Colonna
- Cardinale Giacinto Sigismondo Gerdil, B.
- Cardinale Giulio Maria della Somaglia
- Cardinale Carlo Odescalchi, S.I.
- Cardinale Costantino Patrizi Naro
- Cardinale Giuseppe Berardi
- Vescovo Pietro Giuseppe de Gaudenzi

La successione apostolica è:
- Vescovo Vincenzo Capelli (1874)
- Vescovo Igino Bandi (1890)